# Mighty Tigers FC
Der Mighty Tigers Football Club ist ein malawischer Fußballverein aus Blantyre. Aktuell (Stand Mai 2024) spielt der Verein in der ersten Liga.

## Geschichte
Der Verein wurde 1980 als ADMARC Tigers Football Club gegründet. 1989 feierte der Verein seine erste Meisterschaft. 2009 gewann der Klub den malawischen Pokal. 2016 wurde der Verein in Azam Tigers Football & Sporting Club umbenannt. 2019 erfolgte eine erneute Umbenennung in Mighty Tigers Football Club.

## Erfolge
- Malawischer Meister: 1989
- Malawischer Pokalsieger: 2009
- Malawischer Pokalfinalist: 2005, 2014
- Chibuku-Pokal: 1985
- Kamuzu-Cup: 1988, 1990
- Challenge 555 Cup: 1984
- BAT Sportsman Trophy: 1984

## Stadion
Der Verein trägt seine Heimspiele im Kamuzu-Stadion in Blantyre aus. Das Stadion hat ein Fassungsvermögen von 65.000 Personen.